# Municipio de Hepburn
El municipio de Hepburn  (en inglés: Hepburn Township) es un municipio ubicado en el condado de Lycoming en el estado estadounidense de Pensilvania. En el año 2000 tenía una población de 2.836 habitantes y una densidad poblacional de 65.8 personas por km².

## Geografía
El municipio de Hepburn se encuentra ubicado en las coordenadas 41°18′53″N 77°02′34″O / 41.31472, -77.04278.

## Demografía
Según la Oficina del Censo en 2000 los ingresos medios por hogar en la localidad eran de $42,202 y los ingresos medios por familia eran $46,932. Los hombres tenían unos ingresos medios de $36,118 frente a los $22,156 para las mujeres. La renta per cápita para la localidad era de $20,044. Alrededor del 8,7% de la población estaban por debajo del umbral de pobreza.